# Virginio Domingo Bressanelli
Virginio Domingo Bressanelli (ur. 1 maja 1942 w Berabevú) – argentyński duchowny rzymskokatolicki, w latach 2011-2017 biskup Neuquén, sercanin.

## Życiorys
29 września 1964 złożył sercańskie śluby zakonne. Święcenia kapłańskie przyjął 17 grudnia 1966. Przez kilka lat pracował jako wikariusz, zaś w latach 1975-1983 był wykładowcą w zakonnym instytucie teologicznym w San Miguel. W 1983 został wybrany przełożonym argentyńsko-urugwajskiej prowincji zakonu. 24 maja 1991 został mianowany superiorem generalnym sercanów, z której to funkcji zrezygnował 27 maja 2003. Po rezygnacji objął funkcję rektora instytutu w San Miguel.
19 lutego 2005 został prekonizowany biskupem Comodoro Rivadavia. Sakrę biskupią otrzymał 13 maja 2005. 10 lutego 2010 został mianowany koadiutorem diecezji Neuquén. 8 listopada 2011 objął rządy w diecezji. 3 sierpnia 2017 przeszedł na emeryturę.